# Коул Вали (Илиноис)
Коул Вали (енгл. Coal Valley) град је у америчкој савезној држави Илиноис.

## Демографија
По попису из 2010. године број становника је 3.743, што је 137 (3,8%) становника више него 2000. године.
| Група             | 2000.         | 2010.         |
| Белци             | 3.428 (95,1%) | 3.469 (92,7%) |
| Афроамериканци    | 25 (0,7%)     | 37 (1,0%)     |
| Азијати           | 15 (0,4%)     | 49 (1,3%)     |
| Хиспаноамериканци | 108 (3,0%)    | 130 (3,5%)    |
| Укупно            | 3.606         | 3.743         |